# Anzobtunnel
De Anzobtunnel of Anzabtunnel is een vijf kilometer lange tunnel gelegen op 80 kilometer ten noordwesten van de Tadzjiekse hoofdstad Doesjanbe. De tunnel verbindt Doesjanbe met de op een na grootste stad Choedzjand en vormt verder een doorgangsroute tussen Doesjanbe en de Oezbeekse hoofdstad Tasjkent. Het vormt een belangrijke verbinding tussen het noorden en zuiden van Tadzjikistan, die voor de voltooiing met name in de winterperioden moeilijk onderling te bereiken waren.
De tunnel vormt onderdeel van een geplande weg, die vanaf Iran via de Afghaanse steden Herat, Mazar-e Sharif en Shir Khan Bandar en Tadzjikistan naar de Volksrepubliek China moet voeren. Deze route wordt ook wel als de "nieuwe zijderoute" aangeduid.
De Anzobtunnel werd gebouwd met hulp van Iraanse arbeiders en werd voltooid in 2006. Het moet een symbool van broederschap tussen Iran en Tadzjikistan vormen.